# 亨克爾峰
74°39′S 75°50′W / 74.650°S 75.833°W
亨克爾峰（英語：Henkle Peak）是南極洲的山峰，位於帕爾默地，處於雷克斯山以北30公里，美國地質調查局根據測量和該國海軍的空中照片繪入地圖，現時由南極條約體系管理。